# Vanja Rogulj
Vanja Rogulj (Split, Yugoslavia, 13 de febrero de 1982) es un deportista croata que compitió en natación.
Ganó una medalla de plata en el Campeonato Europeo de Natación de 2008 y una medalla de bronce en el Campeonato Europeo de Natación en Piscina Corta de 2000, ambas en la prueba de 4 × 50 m estilos.

## Palmarés internacional
| Campeonato Europeo                  | Campeonato Europeo       | Campeonato Europeo | Campeonato Europeo |
| Año                                 | Lugar                    | Medalla            | Prueba             |
| ----------------------------------- | ------------------------ | ------------------ | ------------------ |
| 2008                                | Eindhoven (Países Bajos) | Medalla de plata   | 4 × 50 m estilos   |
| Campeonato Europeo en Piscina Corta |                          |                    |                    |
| Año                                 | Lugar                    | Medalla            | Prueba             |
| 2000                                | Valencia (España)        | Medalla de bronce  | 4 × 50 m estilos   |